# São João da Madeira
São João da Madeira is een plaats en gemeente in het Portugese district Aveiro.
De gemeente heeft een totale oppervlakte van 8 km² en telde 21.102 inwoners in 2001.

## Geboren
- António Veloso (1957), Portugees voetballer en voetbalcoach

- Carlos Secretário (1970), Portugees voetballer en voetbalcoach
- Dani Rodrigues (1980), Portugees voetballer